# Agostino Rivarola
Agostino kardinal Rivarola, italijanski rimskokatoliški duhovnik, škof in kardinal, * 14. marec 1758, Genova, † 7. november 1842, Rim.

## Življenjepis
1. oktobra 1817 je bil povzdignjen v kardinala in imenovan za kardinal-diakona S. Agata de' Goti.
12. oktobra 1819 je prejel diakonsko posvečenje in 5. oktobra 1823 pa še duhovniško posvečenje.
3. julija 1826 je bil imenovan za kardinal-diakona S. Maria ad Martyres.